# Åke
Åke  è un nome proprio di persona svedese maschile.

## Varianti in altre lingue
- Danese: Aage[1]
- Islandese: Aage
- Norreno: Áki[1]
- Norvegese: Åge[1], Aage[1]

## Origine e diffusione
Continua il nome norreno Áki, diminutivo di altri nomi contenenti l'elemento anu ("antenato", "padre").

## Persone
- Åke Andersson, calciatore svedese
- Åke Borg, nuotatore svedese

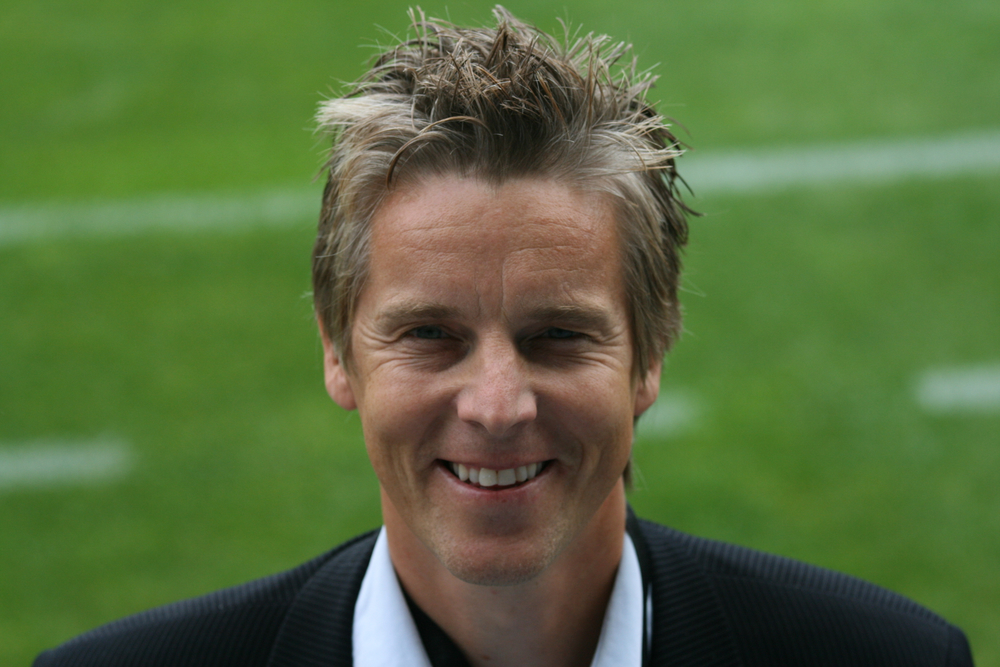
Jan Åge Fjørtoft

- Åke Hjalmarsson, calciatore svedese
- Åke Johansson, calciatore svedese
- Nils-Åke Sandell, calciatore svedese

### Variante Åge

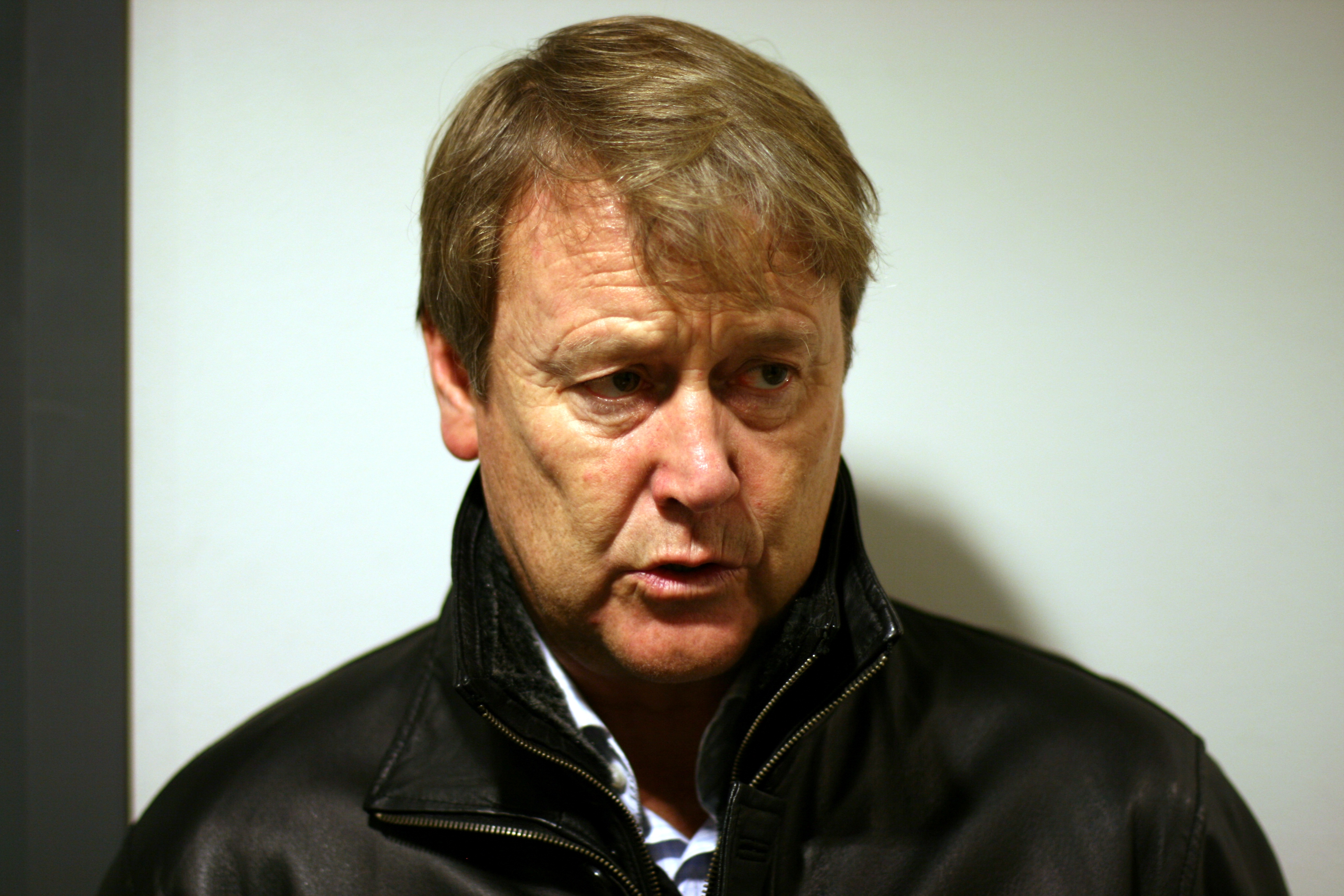
Åge Hareide

- Jan Åge Fjørtoft, calciatore e dirigente sportivo norvegese
- Åge Hareide, allenatore di calcio e calciatore norvegese
- Jon Åge Tyldum, biatleta norvegese
- Hans Åge Yndestad, calciatore norvegese

### Variante Aage

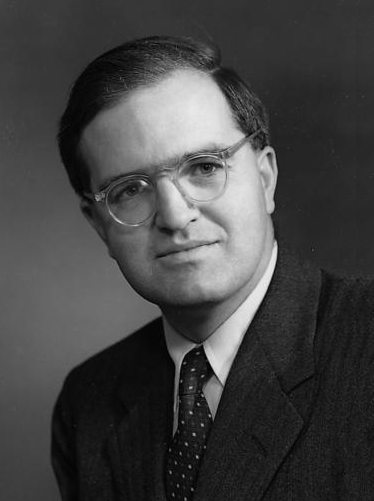
Aage Niels Bohr

- Aage di Rosenborg, principe e militare danese
- Aage Niels Bohr, fisico danese
- Aage Frandsen, ginnasta danese
- Karl Aage Hansen, calciatore danese
- Aage Rou Jensen, calciatore danese
- Aage Neutzsky-Wulff, poeta danese
- Karl Aage Præst, calciatore danese